# Uniforme des grenadiers hollandais de la Garde impériale

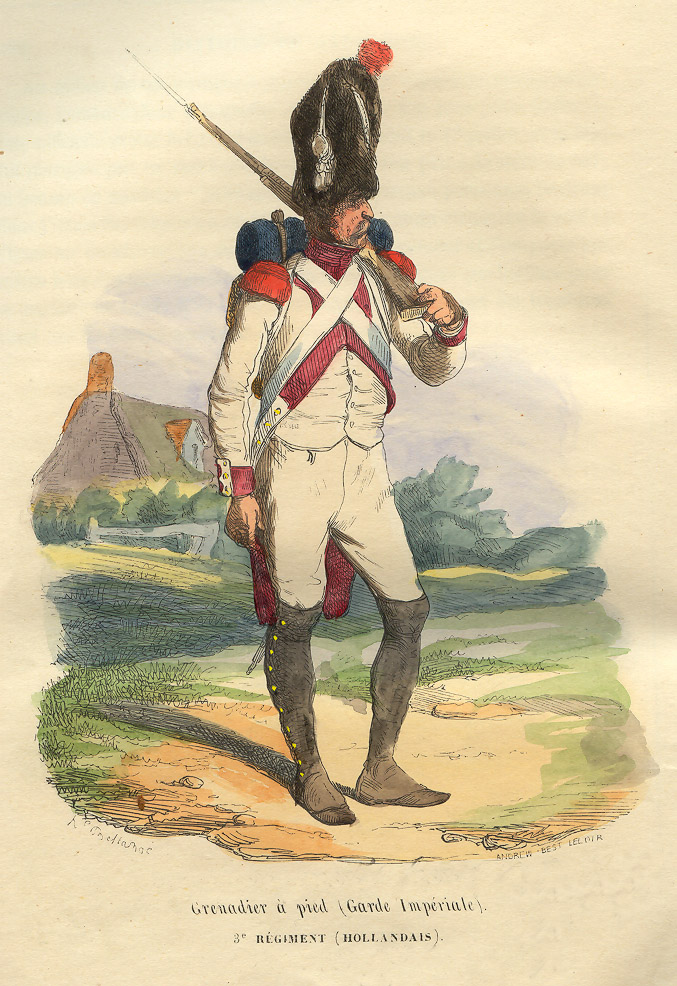
Un grenadier hollandais de la Garde en grande tenue (par Hippolyte Bellangé).

L’uniforme des grenadiers hollandais est le costume militaire et réglementaire porté par le 3e régiment de grenadiers hollandais de la Garde impériale. Il se distingue principalement par la couleur blanche de l'habit. Créé en 1806 pour les grenadiers de la Garde royale hollandaise, cet uniforme est conservé par le régiment lors de son annexion à la Garde impériale en 1810.

## Uniforme

### Coiffure

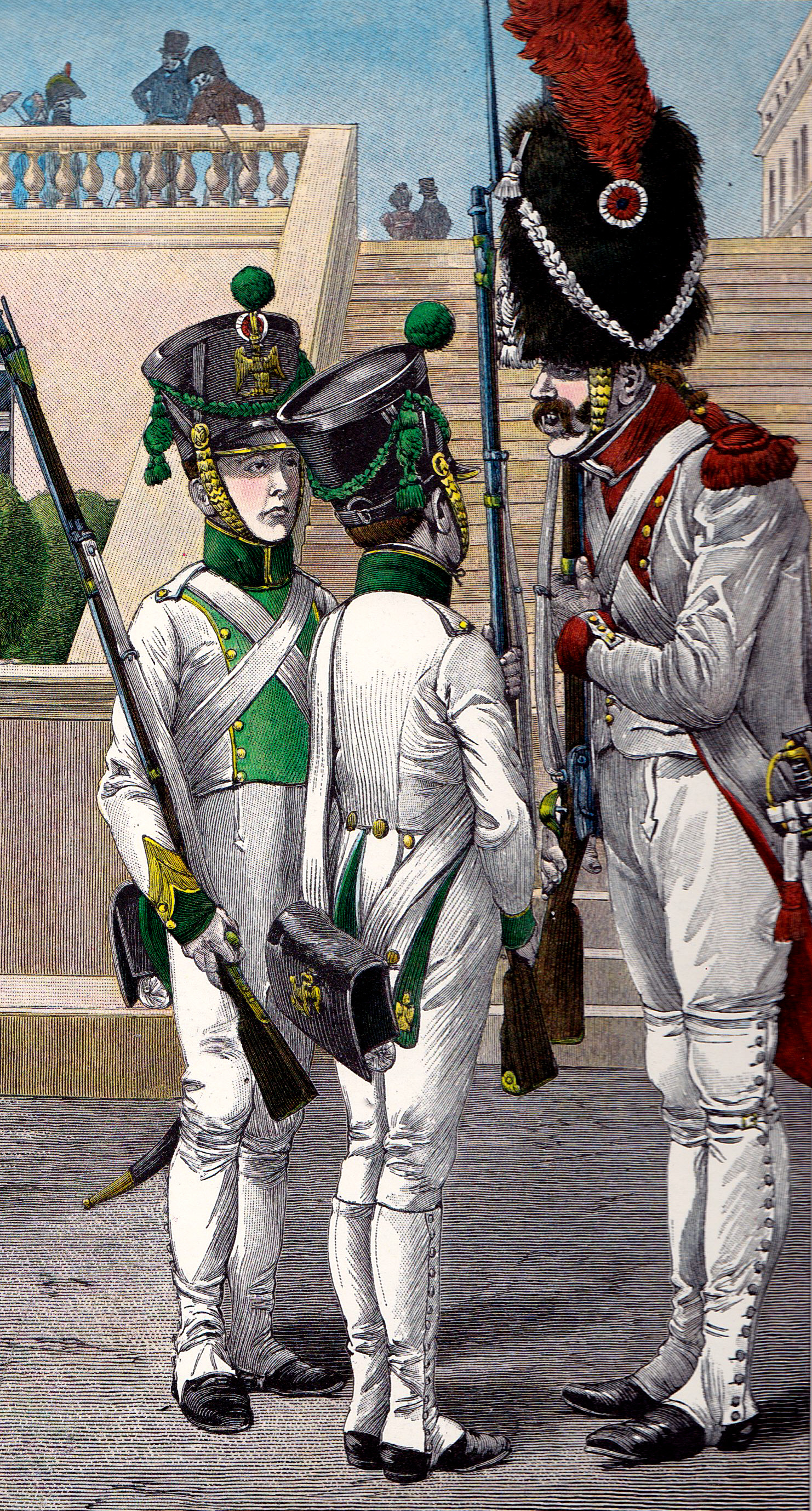
Pupilles et grenadier hollandais de la Garde en grande tenue (par Job, 1921).

Les grenadiers hollandais sont coiffés du fameux bonnet d'ourson à poils noirs, mais sans plaque, à la manière des chasseurs à pied,,. Sur le côté droit pendent un cordon blanc et deux raquettes également blanches. Un fond de toile rouge est visible en haut du bonnet, surmonté d'une croix en fil blanc ou d'une grenade blanche. La cocarde tricolore, située à gauche, est surmontée d'un plumet de couleur rouge,.

### Habit
L'habit est en drap blanc avec parements et revers rouge,. Les brandebourgs situés aux boutons et au collet que portaient les grenadiers royaux furent enlevés au profit des boutons jaunes de la Garde impériale. Les épaulettes à franges sont également rouge, de même que le collet cramoisi aux extrémités blanches,. Job indique que ces mêmes extrémités sont présentes sur les revers de la veste. Les retroussis rouge sont ornés de grenades jaunes,.

### Culotte
La culotte blanche est couverte par des guêtres de même couleur allant jusqu'au-dessus des genoux,. Ces guêtres sont fermées par une rangée de boutons gris ou jaune,.

### Chaussures
Les soldats du régiment portaient des souliers noirs,.